# Камера обскура
Камера обскура (от латински: camera obscūra – „тъмна стая“) е опростено оптично устройство, което позволява да се получат оптични изображения на реални обекти. Представлява тъмна кутия, в която не прониква светлина, с отвор на една от стените и екран – матово стъкло или бяла хартия на противоположната страна. Диаметърът на отвора ѝ е от около 0,5 mm до 0,5 cm. На екрана се получава леко размито увеличено и преобърнато изображение. На този принцип работят някои от първите фотоапарати, наречени стенопеични.
Камера обскура е известна поне от времето на Аристотел. Антимий от Трал в VI век използва камерата в своите експерименти. Ибн ал-Хайтам дава първото описание и правилен анализ.
Първите модели са големи и непреносими, обикновено цяла стая или палатка. Благодарение на приносите на Робърт Бойл и Робърт Хук, през XVIII век камерите стават преносими. Те широко са използвани от художници-любители по време на пътешествията им, но се използват също от професионалисти, включително от Пол Съндби и Джошуа Рейнолдс, чиято камера (маскирана като книга) днес се намира в Музея на науката в Лондон. По-късно такива камери са адаптирани от Жозеф Ниепс, Луи Дагер и Уилям Фокс Талбот за създаване на първите фотографии.